# دييغو كاردوزو
دييغو كاردوزو (بالإسبانية: Diego Cardozo)‏ هو لاعب كرة قدم أرجنتيني، ولد في 2 يونيو 1987 في سانتا في في الأرجنتين. لعب مع كيلمس.

## وصلات خارجية
- دييغو كاردوزو على موقع قاعدة بيانات كرة القدم.إي يو (الإنجليزية)
- دييغو كاردوزو على موقع Soccerway.com (الإنجليزية)